# Пляйсвайлер-Обергофен
Пляйсвайлер-Обергофен (нім. Pleisweiler-Oberhofen) — громада в Німеччині, розташована в землі Рейнланд-Пфальц. Входить до складу району Південний Вайнштрассе. Складова частина об'єднання громад Бад-Бергцаберн.
Площа — 5,05 км2. Населення становить 835 ос. (станом на 31 грудня 2020).

## Галерея

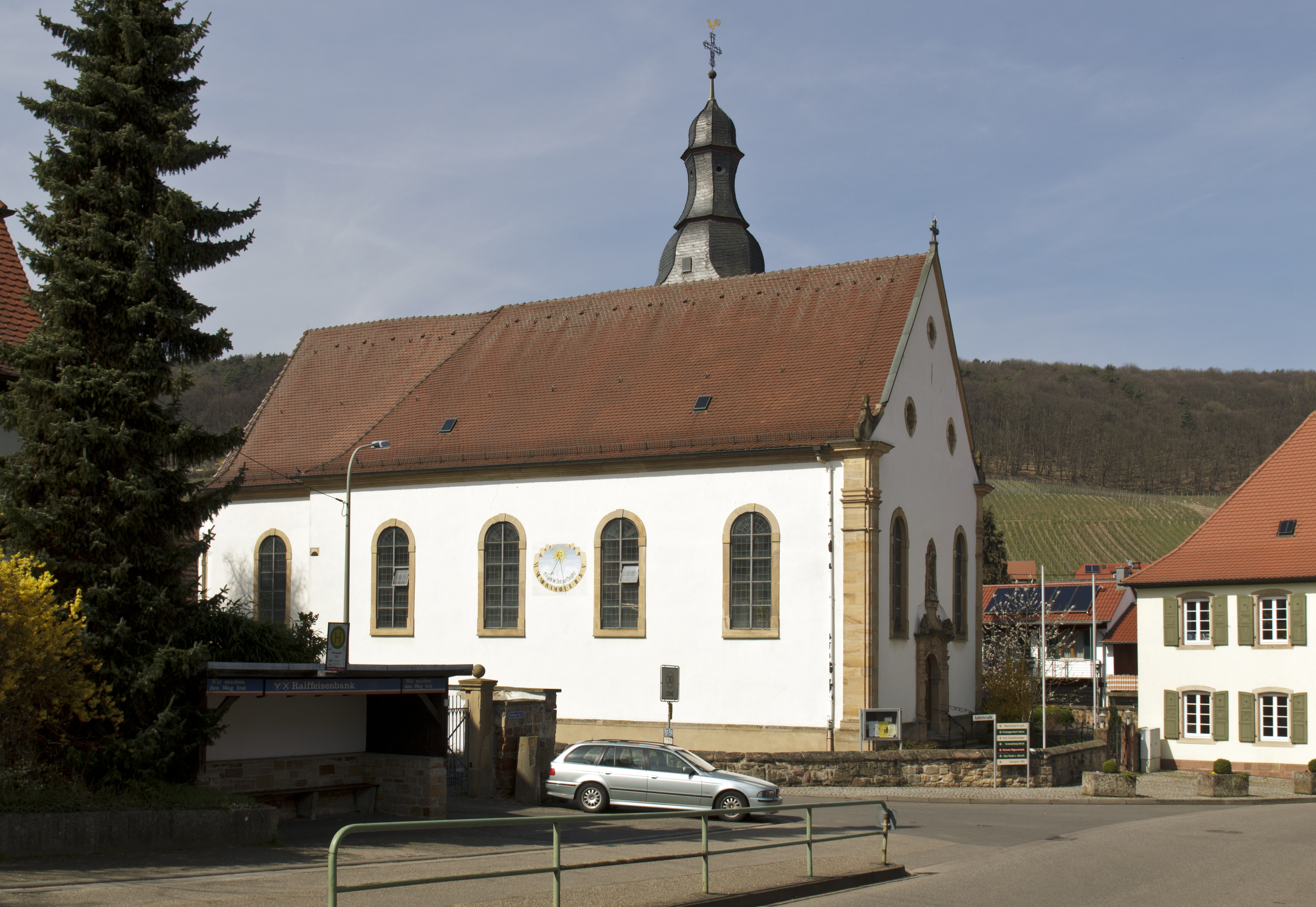